# 屋敷伸之
屋敷 伸之（やしき のぶゆき、1972年1月18日 - ）は、将棋棋士。五十嵐豊一九段門下。棋士番号は189。北海道札幌市出身。棋聖のタイトルを3期獲得。
2020年7月16日に、藤井聡太に更新されるまで31年間の長きに亘って最年少タイトル獲得（当時18歳6か月）とタイトル防衛（当時19歳0か月）の記録保持者であった。プロ入りからタイトル獲得までの期間1年10か月の記録は破られておらず、史上最速である。また、奨励会に6級で入会してから四段に昇段するまでの期間は2年10か月であり、これも史上最速の記録である。

## 棋歴
将棋を覚えたのは小学2,3年生の頃。父からルールだけを教わった後に小学3年のときに将棋の強い教師に出会う。その教師に勝てるよう指すうちにのめり込んでいき、小学3年生の終わりか4年の初め（本人談）にアマ初段になる。
1983年、小学6年生で第8回小学生将棋名人戦に出場し、3位。（前年の小学生名人戦ベスト8）。1985年、中学2年生のとき父の転勤で本州へ引越し、第10回中学生名人戦で優勝（神奈川県代表）。

### 2年10か月での奨励会突破
1985年、13歳で奨励会に入会。1988年10月1日、16歳のときに四段昇段してプロ入り（第3回三段リーグを14勝4敗の2位で通過）。奨励会6級から四段昇段までは2年10か月である。
入会時の年齢が違うために単純な比較は難しいものの、屋敷以前に奨励会を記録的な速さで駆け抜けたことで話題となった谷川浩司（11歳で入会し所要3年8か月）、羽生善治（12歳で入会し所要3年）、村山聖（14歳で入会し所要2年11か月）らよりも短期間でプロ入りしている。しかも、彼ら3名がプロ入りした頃は三段リーグ制度がなく、半年に一度の開幕を待たずに三段として指すことができたために速度の点では屋敷よりも有利な条件であり、かつ、谷川と村山については5級入会だった。『将棋世界』2009年1月号では、6級入会者の2年10か月での奨励会卒業は最速記録ではないかとしている。
第3回三段リーグでは1位の小倉久史と屋敷が三段リーグ1期抜けを果たしたが、第1回を除くと三段リーグ初挑戦者によるワンツーフィニッシュは2018年11月に至るまでこの時が唯一であり、三段リーグ1期抜けも両者のほかには第12回（1992年度後期）で川上猛、第24回（1998年度後期）で松尾歩、第53回（2013年度前期）で三枚堂達也、第59回（2016年度前期）で藤井聡太、第71回（2022年度前期）で齊藤裕也が達成しただけである。

### 史上最年少タイトルへの道
第55期（1989年度後期）棋聖戦の予選・本戦トーナメント（1989年4月11日 - 11月27日）で高橋道雄や当時竜王の島朗を破るなどして一番下から連戦連勝し、中原誠棋聖への挑戦権を得た。タイトル挑戦時17歳10か月24日の年齢は当時の史上最年少、プロデビュー1年2か月でのタイトル挑戦は史上最速、順位戦C級2組在籍・段位が四段の棋士としても史上初であった。中原との五番勝負（1989年12月12日 - 1990年2月2日）は、フルセットの2勝3敗で惜敗。なお、このとき高校在学中であった（のちに卒業）。
しかし、第56期（1990年度前期）の棋聖戦でも、本戦トーナメント（1990年3月27日 - 5月28日）を勝ち上がり、中原に2期連続挑戦。五番勝負（1990年6月18日 - 8月1日）では2連敗の後に3連勝して奪取。18歳6か月で初タイトルを獲得（当時タイトル獲得の最年少記録）。
前年に羽生善治が作ったばかりの史上最年少タイトル獲得（竜王、19歳）の記録を1年足らずで塗り替えた。また、プロデビューから1年10か月での初タイトル獲得も、歴代最速である。
第57期（1990年度後期）の棋聖戦五番勝負（1990年12月11日 - 1991年1月25日）は、森下卓の挑戦を3-1で退けて防衛し、当時のタイトル防衛の最年少記録（19歳0ヶ月）を達成。10代でタイトルを獲得・防衛したのは屋敷と藤井聡太だけの快挙である。
しかし、続く第58期（1991年度前期）棋聖戦五番勝負（1991年6月18日 - 7月31日）で、南芳一に2-3で敗れ、これはタイトル失冠の最年少記録となった。

### C級1組・七段での足踏み
中原棋聖との初のタイトル戦（第55期棋聖戦）を戦っていた頃、順位戦デビューとなる第48期（1989年度）C級2組順位戦で9勝1敗・1位の成績を収め、C級1組に昇級。いわゆる‘1期抜け’である。史上初めて「三段リーグ・順位戦C級2組を連続で1期抜けした」棋士となった（2例目は第76期の藤井聡太）。
しかし、タイトル経験者でありながらC級1組からB級2組へなかなか上がれず、「将棋界の七不思議」の一つとまで言われた。
C級1組1年目の1990年度（第49期）にすぐ昇級のチャンスをつかむが、8戦目で森下卓との1敗同士での対決で敗れ、昇級を逃す。この時期に行なわれていた棋聖戦五番勝負（前述）もこの顔合わせで、屋敷はタイトル初防衛を果たしたものの、「この時は痛み分けでしたが、長い目で見ると、この代償は大きかったようです」とのちに語っている。
2003年度（第62期）順位戦C級1組において9勝1敗の成績で1位となり、14年間のトンネルを抜け、ついにB級2組に昇級。
ようやくにB級2組への昇級を決めたが、14年間という長いトンネルであった。その間の順位戦の成績を通算すると100勝40敗であり、次点を4回記録している。特に2001年度（第60期）における畠山鎮との昇級争いでは、両者の勝敗数が2期連続同じであったため、2期前の僅か星1つの差が効いてしまった。
同時期に、第39期（1989年度）と第40期（1990年度）王将戦では初めて王将リーグ入りし、第40期では初残留。また、第3期（1990年度）竜王戦5組で準優勝し、2期連続昇級で4組に昇級。さらに、第13回「オールスター勝ち抜き戦」で10連勝（5連勝以上は棋戦優勝扱い。1991年1月29日 - 5月13日）するなどの活躍をした。
第7期（1994年度）竜王戦で3組準優勝（2組へ初昇級）。本戦トーナメントでは2勝を挙げる。
全棋士参加の大型棋戦・第14回（1995 - 1996年）全日本プロトーナメントで優勝。準決勝では羽生善治に勝ち、決勝五番勝負（1996年4月3日 - 5月1日）では藤井猛を3-0のストレートで下した。
第46回（1996年度）NHK杯戦で村山聖・佐藤康光・島朗らに勝ち決勝進出。森内俊之に敗れて準優勝。
第68期（1997年度）棋聖戦において三浦弘行棋聖に挑戦し、3勝1敗で奪取。3度目の棋聖位に就く（次期の防衛戦（第69期・1998年度）では郷田真隆の挑戦を受け、0勝3敗で失冠）。これでタイトル通算3期となる。当時七段の屋敷は、あとは八段に昇段し1年すれば自動的に九段の資格を得られることとなった。
そして、2002年5月13日、勝数規定（七段昇段後190勝）により、八段に昇段。順位戦B級2組を経験しないまま八段に昇段したのは史上初であった。自動的に翌々年度の2004年4月1日に九段に昇段した。
第10期（1997年度）竜王戦で2組優勝（1組初昇級）。本戦トーナメントでは挑戦者決定三番勝負に進出するが、真田圭一に敗れる。第11期（1998年度）竜王戦は、1組3位で本戦出場し、ベスト4。
第35回（2001年度）早指し将棋選手権で準優勝。

### A級へ
第17期（2004年度）竜王戦において1組3位で本戦出場し、ベスト4。
第66期（2007年度）順位戦B級2組において7勝3敗の成績ながら2位となりB級1組へ昇級。
王位戦において、第39期（1998年度）から第46期（2005年度）にかけて王位リーグ8期連続在籍を記録。王位リーグは紅白の各組でそれぞれ6人ずつで争われ、4人が陥落し2人が残留するというシステムである。その間、6度の残留（各組2位以内）、4回の挑戦者決定戦への出場（各組内での優勝）をしており、第42期（2001年度）王位戦では羽生善治王位に挑戦した（0勝4敗で敗退）。
2009年7月10日、第68期順位戦B級1組行方尚史八段戦で史上41人目となる通算600勝（将棋栄誉賞）を達成。
第69期（2010年度）順位戦B級1組において松尾歩と戦った最終局（2011年3月11日）は、勝った方がA級初昇級という同星直接対決（7勝4敗同士）となった。その対局の最中、東北地方太平洋沖地震（東日本大震災）が発生。東京・将棋会館から外に一同が避難し、18時に対局再開となった。余震が続く中での戦いの結果、屋敷が勝って8勝4敗とし、初のA級昇級を決める。初タイトルから20年でのA級入りとなった。順位戦初参加から22期目での初A級入りは史上最長記録であった。この記録は2021年の第79期順位戦で山崎隆之八段に破られた（23期目での初A級入り）。ちなみに松尾は、3期前のB級2組順位戦最終局で、屋敷のB級1組昇級をアシストしている（屋敷は最終局で負けたが、ライバルの土佐浩司が松尾に負けた）。
2013年8月、第3回電王戦に出場が決まる。
第72期（2013年度）順位戦A組にて最終局に敗れ3勝6敗の成績で陥落するも、翌年の第73期（2014年度）順位戦B級1組にて、最終局を待たずしてA級への即復帰を果たす。
2014年4月12日、第3回将棋電王戦第5局において、初代電王ponanzaと対局し、130手で敗れた。
2018年3月2日、第76期順位戦Ａ級10回戦で羽生善治竜王に敗れ、最終戦を待たずしてA級降級となった。（最終戦も佐藤康光九段に敗れ、2勝8敗で終わる。）
2021年3月18日、第71期王将戦で阿久津主税八段に勝ち、23人目となる公式戦通算800勝（将棋栄誉敢闘賞）を達成。
2024年3月7日、第82期順位戦B級1組13回戦で増田康宏七段に敗れ、B級2組に降級となった。

## 棋風
- 居飛車、振り飛車ともに指しこなすオールラウンドプレーヤーである。
- 若手時代に変幻自在な指し回しから「忍者屋敷」「お化け屋敷」との異名を付けられた。大成してからも「忍者」という言葉が冠されることがあり[31]、自著の解説本は「屋敷伸之の忍者将棋」としてシリーズ化されている[32]。電王戦での二つ名は「変幻自在の忍者屋敷」、「プロ棋士総大将」。
- 近年は先手を持った時の勝率が高く、特に順位戦では2010年6月14日の対行方尚史戦に敗れて以降、2013年11月7日（対局開始時）に羽生善治三冠に敗れるまで16連勝していた。
- 2014年ごろから、相手が矢倉でも振り飛車であっても2枚の銀を積極的に前線に繰り出し急戦を仕掛ける、いわゆる「屋敷流二枚銀」（忍者銀[31]、ニンニン戦法とも）を連採している。まるで将棋を覚え立てのアマチュアが無邪気に駒を進めるようなスタイルをA級棋士が披露して勝ってしまうことは、ファンに新鮮な驚きを与え続けている[33]。

## 人物
- 競艇の大ファンであり、「将棋の勉強はほとんどしないで競艇ばかりやっている」と自称していたことがある。そのため研究家として知られる三浦弘行に挑戦する形となった1997年の棋聖戦では、「1日の勉強時間12時間対1分」などと取り上げられたこともあるが、現在は勉強していることを認めている。（なお、2016年に「当時はスポーツ新聞の詰将棋を解く程度のことしかしていなかったので「勉強時間は1日1分」と三浦棋聖を挑発するようなことを言ってしまい、大変失礼いたしました。」と語った[34]。）
- 山田史生 (観戦記者)は「無頼派に見せかけているのは“忍者屋敷”の敵をあざむく仮の姿」と表現している[35]。現在では三浦とは熱心な研究仲間であることが将棋連盟ライブでの解説コメントやNHK杯テレビ将棋トーナメントでの解説などで度々紹介されている。
- 義理堅く、心優しい性格の持ち主でもある。先述の三浦が2013年に第2回電王戦に出場する際、時期が重なる名人戦 (将棋)への挑戦の可能性を残していた。三浦は、もし名人挑戦が決まった場合に最強コンピューター「GPS将棋」と戦う代役を、恐る恐る屋敷に相談したところ「わかりました。大丈夫ですよ」と笑顔で了解してくれたことを今も恩義に感じている[33]。
- 私生活では2000年、28歳のときに結婚[36]。妻の柴崎（旧姓）順子は、世界シャンチー選手権元日本代表で元女流育成会員[36]。
- 息子は俳優の屋敷陽希[37]。
- 1991年1月、北海道より「栄誉をたたえて」を受賞[38]。
- 90年代から約10年間、サンケイスポーツで競艇ビッグレース優勝戦予想コラム「棋想天外」を掲載[39]。
- 2013年6月、公益社団法人日本モーターボート選手会外部理事に就任[40]。2018年4月のインタビューで「技術、メンタル、自己管理と、競艇選手と棋士は似ているところがある」としつつ、「冷静にレースを分析するため、最近は舟券はあまり購入しない」と明かしている[41]。
- 若い頃は酒豪としても知られ、「日本酒7合ぐらいなら15分」で空けるほどの飲みっぷりだったという[42]。しかし、2010年に「将棋のため、健康のため」という理由で飲酒を止めたとのこと[43]。2021年5月のインタビューで禁酒について「自分への不甲斐なさもあり、酒をやめたらどうなるだろうかと思ったんです。そうしたら勝ち星が積み重なった」と語っている[12]。

- 2018年4月22日、天童桜まつりの人間将棋にて、対戦棋士山崎隆之八段に「将棋年鑑の身長の記載が年によって違う」と指摘され(160→165cm)、「昔のことは忘れた」とその場をしのぐ。
- 2018年、都内の将棋イベントで、特に印象に残っている対局に「史上最年少タイトル（当時）を獲得した棋聖戦」を挙げた。そのなかで「緊張感が半端なかった。感想戦も「ええ、まあ、はい」しか言えず、もっと自分の考えを伝えて感想戦をやればよかった」と当時を振り返った[5]。
- 2020年10月に札幌市に開設された日本将棋連盟「北海道研修会」の幹事を同郷棋士4名（中座真、野月浩貴、広瀬章人、石田直裕）と務めるなど、地元への普及活動にも熱心である[44][45]。

## 弟子

### 女流棋士となった弟子
| 名前     | 女流プロ入り日 | 段位、主な活躍                    |
| -------- | -------------- | --------------------------------- |
| 伊藤沙恵 | 2014年10月1日  | 女流四段、女流名人1期、A級在籍3期 |

（2023年7月3日現在）

## 昇段履歴
- 1985年12月10日 : 6級 = 奨励会入会
- 1986年01月10日 : 5級（6連勝）
- 1986年03月20日（〃） : 4級（9勝3敗）
- 1986年06月20日 : 3級（9勝2敗）
- 1986年10月10日（〃） : 2級（9勝3敗）
- 1986年12月10日（〃） : 1級（9勝3敗）
- 1987年03月05日（〃） : 初段（8連勝）
- 1987年11月10日 : 二段（14勝5敗）
- 1988年03月20日 : 三段（12勝4敗、第3回奨励会三段リーグ＜1988年度前期＞からリーグ参加）
- 1988年10月01日 : 四段（第3回奨励会三段リーグ成績2位=14勝4敗/1期抜け） = プロ入り
- 1990年04月01日 : 五段（順位戦C級1組昇級、通算59勝24敗）
- 1990年08月01日 : 五段（第56期棋聖 獲得=タイトル1期）
- 1991年01月25日 : 五段（第57期棋聖 獲得=タイトル2期）
- 1991年04月01日 : 六段（棋聖獲得など抜群の成績による特別昇段=第56期-第57期棋聖、通算97勝40敗）
- 1996年03月08日 : 七段（勝数規定／六段昇段後公式戦150勝、通算247勝127敗）
- 1997年07月15日 : 七段（第68期棋聖 獲得=タイトル3期）
- 2002年05月13日 : 八段（勝数規定／七段昇段後公式戦190勝、通算440勝234敗）[46]
- 2004年04月01日 : 九段（タイトル3期=1997年7月15日達成、八段昇段後1期経過、通算493勝257敗）[47]

## 主な成績

### 獲得タイトル
は2025年7月現在の在位。登場・連覇の 太字 は歴代最多記録。
他の棋士との比較は、タイトル獲得記録、将棋のタイトル在位者一覧を参照。
| タイトル                                 | 獲得年度            | 登場 | 獲得期数 | 連覇  | 永世称号（備考） |
| 竜王                                     |                     | 0    | －       | －    | －               |
| 名人                                     | －                  | 0    | －       | －    | －               |
| 王位                                     | －                  | 1回  | －       | －    | －               |
| 叡王                                     | －                  | 0    | －       | －    | －               |
| 王座                                     | －                  | 0    | －       | －    | －               |
| 棋王                                     | －                  | 0    | －       | －    | －               |
| 王将                                     | －                  | 0    | －       | －    | －               |
| 棋聖                                     | 1990前-1990後、1997 | 6回  | 3期      | 2連覇 | －               |
| タイトル獲得 合計 3期 / 登場回数 合計7回 |                     |      |          |       |                  |

（2001年度王位戦終了まで）
タイトル戦登場
- 王位：1回（第42期=2001年度）
- 棋聖：6回（第55期=1989年度後期-1991年度前期、1997年度-1998年度）

登場回数 合計 7回（2001年度王位戦まで）

### 一般棋戦優勝
- 全日本プロトーナメント 1回（1996年=第14回）
- 勝ち抜き戦5連勝以上　1回（1991年=第13回、10連勝）

優勝合計 2回

### 将棋大賞
- 第17回（1989年度） 新人賞
- 第18回（1990年度） 敢闘賞
- 第24回（1996年度） 敢闘賞
- 第25回（1997年度） 連勝賞・殊勲賞

### 記録（歴代1位のもの）
- 四段昇段からタイトル挑戦までの最短記録：　1年2か月（1989年12月12日、第55期棋聖戦）
- 四段昇段からタイトル獲得までの最短記録：　1年10か月（1990年8月1日、第56期棋聖戦）
- タイトル失冠最年少記録：　19歳6か月（1991年7月31日、第58期棋聖戦）

### 在籍クラス
| 開始 年度 | (出典)順位戦出典 | (出典)順位戦出典 | (出典)順位戦出典 | (出典)順位戦出典 | (出典)順位戦出典 | (出典)順位戦出典 | (出典)順位戦出典 | (出典)順位戦出典 | (出典)竜王戦出典 | (出典)竜王戦出典 | (出典)竜王戦出典 | (出典)竜王戦出典 | (出典)竜王戦出典 | (出典)竜王戦出典 | (出典)竜王戦出典 | (出典)竜王戦出典 | (出典)竜王戦出典 | (出典)竜王戦出典 |
| 開始 年度 | 期               | 名人             | A級              | B級              | B級              | C級              | C級              | 0                | 期               | 竜王             | 1組              | 2組              | 3組              | 4組              | 5組              | 6組              | 決勝 T           |                  |
| 開始 年度 | 期               | 名人             | A級              | 1組              | 2組              | 1組              | 2組              | 0                | 期               | 竜王             | 1組              | 2組              | 3組              | 4組              | 5組              | 6組              | 決勝 T           |                  |
| --- | ---------------- | ---------------- | ---------------- | ---------------- | ---------------- | ---------------- | ---------------- | ---------------- | ---------------- | ---------------- | ---------------- | ---------------- | ---------------- | ---------------- | ---------------- | ---------------- | ---------------- | ---------------- |
| 1988 | 47               | 四段昇段前       | 四段昇段前       | 四段昇段前       | 四段昇段前       | 四段昇段前       | 四段昇段前       | 四段昇段前       | 2                |                  |                  |                  |                  |                  |                  | 6組              | --               | 5-1              |
| 1989 | 48               |                  |                  |                  |                  |                  | C254             | 9-1              | 3                |                  |                  |                  |                  |                  | 5組              |                  | --               | 4-1              |
| 1990 | 49               |                  |                  |                  |                  | C120             |                  | 8-2              | 4                |                  |                  |                  |                  | 4組              |                  |                  | --               | 2-2              |
| 1991 | 50               |                  |                  |                  |                  | C105             |                  | 6-4              | 5                |                  |                  |                  |                  | 4組              |                  |                  | --               | 5-1              |
| 1992 | 51               |                  |                  |                  |                  | C107             |                  | 8-2              | 6                |                  |                  |                  | 3組              |                  |                  |                  | --               | 3-2              |
| 1993 | 52               |                  |                  |                  |                  | C103             |                  | 7-3              | 7                |                  |                  |                  | 3組              |                  |                  |                  | 2-1              | 3-1              |
| 1994 | 53               |                  |                  |                  |                  | C104             |                  | 7-3              | 8                |                  |                  | 2組              |                  |                  |                  |                  | --               | 3-2              |
| 1995 | 54               |                  |                  |                  |                  | C103             |                  | 5-5              | 9                |                  |                  | 2組              |                  |                  |                  |                  | --               | 1-2              |
| 1996 | 55               |                  |                  |                  |                  | C107             |                  | 7-3              | 10               |                  |                  | 2組              |                  |                  |                  |                  | 3-2              | 4-0              |
| 1997 | 56               |                  |                  |                  |                  | C104             |                  | 7-3              | 11               |                  | 1組              |                  |                  |                  |                  |                  | 1-1              | 4-1              |
| 1998 | 57               |                  |                  |                  |                  | C101             |                  | 7-3              | 12               |                  | 1組              |                  |                  |                  |                  |                  | --               | 0-3              |
| 1999 | 58               |                  |                  |                  |                  | C106             |                  | 7-3              | 13               |                  |                  | 2組              |                  |                  |                  |                  | 0-1              | 4-0              |
| 2000 | 59               |                  |                  |                  |                  | C106             |                  | 6-4              | 14               |                  | 1組              |                  |                  |                  |                  |                  | --               | 1-2              |
| 2001 | 60               |                  |                  |                  |                  | C109             |                  | 8-2              | 15               |                  | 1組              |                  |                  |                  |                  |                  | --               | 2-2              |
| 2002 | 61               |                  |                  |                  |                  | C103             |                  | 8-2              | 16               |                  | 1組              |                  |                  |                  |                  |                  | --               | 1-2              |
| 2003 | 62               |                  |                  |                  |                  | C102             |                  | 9-1              | 17               |                  | 1組              |                  |                  |                  |                  |                  | 1-1              | 3-1              |
| 2004 | 63               |                  |                  |                  | B219             |                  |                  | 5-5              | 18               |                  | 1組              |                  |                  |                  |                  |                  | --               | 1-2              |
| 2005 | 64               |                  |                  |                  | B212             |                  |                  | 6-4              | 19               |                  | 1組              |                  |                  |                  |                  |                  | --               | 1-2              |
| 2006 | 65               |                  |                  |                  | B208             |                  |                  | 7-3              | 20               |                  | 1組              |                  |                  |                  |                  |                  | --               | 0-2              |
| 2007 | 66               |                  |                  |                  | B204             |                  |                  | 7-3              | 21               |                  |                  | 2組              |                  |                  |                  |                  | --               | 2-2              |
| 2008 | 67               |                  |                  | B113             |                  |                  |                  | 5-7              | 22               |                  |                  | 2組              |                  |                  |                  |                  | --               | 0-2              |
| 2009 | 68               |                  |                  | B111             |                  |                  |                  | 6-6              | 23               |                  |                  |                  | 3組              |                  |                  |                  | --               | 2-2              |
| 2010 | 69               |                  |                  | B107             |                  |                  |                  | 8-4              | 24               |                  |                  |                  | 3組              |                  |                  |                  | --               | 2-2              |
| 2011 | 70               |                  | A 10             |                  |                  |                  |                  | 5-4              | 25               |                  |                  |                  | 3組              |                  |                  |                  | --               | 3-1              |
| 2012 | 71               |                  | A 05             |                  |                  |                  |                  | 5-4              | 26               |                  |                  | 2組              |                  |                  |                  |                  | --               | 3-1              |
| 2013 | 72               |                  | A 05             |                  |                  |                  |                  | 3-6              | 27               |                  | 1組              |                  |                  |                  |                  |                  | 0-1              | 3-1              |
| 2014 | 73               |                  |                  | B101             |                  |                  |                  | 8-4              | 28               |                  | 1組              |                  |                  |                  |                  |                  | --               | 1-2              |
| 2015 | 74               |                  | A 10             |                  |                  |                  |                  | 5-4              | 29               |                  | 1組              |                  |                  |                  |                  |                  | --               | 2-2              |
| 2016 | 75               |                  | A 05             |                  |                  |                  |                  | 4-5              | 30               |                  | 1組              |                  |                  |                  |                  |                  | --               | 1-2              |
| 2017 | 76               |                  | A 06             |                  |                  |                  |                  | 2-8              | 31               |                  | 1組              |                  |                  |                  |                  |                  | --               | 1-2              |
| 2018 | 77               |                  |                  | B103             |                  |                  |                  | 6-6              | 32               |                  | 1組              |                  |                  |                  |                  |                  | --               | 1-2              |
| 2019 | 78               |                  |                  | B105             |                  |                  |                  | 5-7              | 33               |                  | 1組              |                  |                  |                  |                  |                  | --               | 0-2              |
| 2020 | 79               |                  |                  | B108             |                  |                  |                  | 5-7              | 34               |                  |                  | 2組              |                  |                  |                  |                  | --               | 1-2              |
| 2021 | 80               |                  |                  | B108             |                  |                  |                  | 7-5              | 35               |                  |                  | 2組              |                  |                  |                  |                  | --               | 2-2              |
| 2022 | 81               |                  |                  | B104             |                  |                  |                  | 4-8              | 36               |                  |                  | 2組              |                  |                  |                  |                  | --               | 1-2              |
| 2023 | 82               |                  |                  | B110             |                  |                  |                  | 5-7              | 37               |                  |                  | 2組              |                  |                  |                  |                  | --               | 0-2              |
| 2024 | 83               |                  |                  |                  | B201             |                  |                  | 5-5              | 38               |                  |                  |                  | 3組              |                  |                  |                  | --               | 1-1/昇3-0        |
| 2025 | 84               |                  |                  |                  | B209             |                  |                  | -                | 39               |                  |                  | 2組              |                  |                  |                  |                  | --               | -                |
| 順位戦、竜王戦の 枠表記 は挑戦者。右欄の数字は勝-敗(番勝負/PO含まず)。 順位戦の右数字はクラス内順位 ( x当期降級点 / *累積降級点 / +降級点消去 ) 順位戦の「F編」はフリークラス編入 /「F宣」は宣言によるフリークラス転出。 竜王戦の 太字 はランキング戦優勝、竜王戦の 組(添字) は棋士以外の枠での出場。 |                  |                  |                  |                  |                  |                  |                  |                  |                  |                  |                  |                  |                  |                  |                  |                  |                  |                  |

### 年度別成績
| 年度             | 対局数 | 勝数 | 負数 | 勝率   | (出典)     | 通算成績 | 通算成績 | 通算成績 | 通算成績 | 通算成績 |
| ---------------- | ------ | ---- | ---- | ------ | ---------- | -------- | -------- | -------- | -------- | -------- |
| 1988年度         | 18     | 13   | 5    | 0.7222 | [ 要出典 ] | 対局数   | 勝数     | 負数     | 勝率     | (出典)   |
| 1989年度         | 65     | 46   | 19   | 0.7077 | [ 要出典 ] |          |          |          |          |          |
| 1990年度         | 54     | 38   | 16   | 0.7037 | [ 50 ]     |          |          |          |          |          |
| 1988-1990 (小計) | 137    | 97   | 40   |        |            | 通算成績 | 通算成績 | 通算成績 | 通算成績 | 通算成績 |
| 年度             | 対局数 | 勝数 | 負数 | 勝率   | (出典)     | 対局数   | 勝数     | 負数     | 勝率     | (出典)   |
| 1991年度         | 51     | 27   | 24   | 0.5294 | [ 51 ]     |          |          |          |          |          |
| 1992年度         | 50     | 33   | 17   | 0.6600 | [ 52 ]     |          |          |          |          |          |
| 1993年度         | 52     | 34   | 18   | 0.6538 | [ 53 ]     |          |          |          |          |          |
| 1994年度         | 34     | 19   | 16   | 0.5588 | [ 54 ]     |          |          |          |          |          |
| 1995年度         | 54     | 40   | 14   | 0.7407 | [ 55 ]     |          |          |          |          |          |
| 1996年度         | 47     | 33   | 14   | 0.7021 | [ 56 ]     |          |          |          |          |          |
| 1997年度         | 54     | 40   | 14   | 0.7407 | [ 57 ]     |          |          |          |          |          |
| 1998年度         | 57     | 31   | 26   | 0.5439 | [ 58 ]     |          |          |          |          |          |
| 1999年度         | 41     | 27   | 16   | 0.6098 | [ 59 ]     |          |          |          |          |          |
| 2000年度         | 48     | 29   | 19   | 0.6042 | [ 60 ]     |          |          |          |          |          |
| 1991-2000 (小計) | 488    | 313  | 175  |        |            | 通算成績 | 通算成績 | 通算成績 | 通算成績 | 通算成績 |
| 年度             | 対局数 | 勝数 | 負数 | 勝率   | (出典)     | 対局数   | 勝数     | 負数     | 勝率     | (出典)   |
| 2001年度         | 48     | 29   | 19   | 0.6042 | [ 61 ]     |          |          |          |          |          |
| 2002年度         | 44     | 30   | 14   | 0.6818 | [ 62 ]     |          |          |          |          |          |
| 2003年度         | 39     | 29   | 10   | 0.7436 | [ 63 ]     |          |          |          |          |          |
| 2004年度         | 45     | 26   | 19   | 0.5778 | [ 64 ]     |          |          |          |          |          |
| 2005年度         | 40     | 23   | 17   | 0.5750 | [ 65 ]     |          |          |          |          |          |
| 2006年度         | 34     | 20   | 14   | 0.5882 | [ 66 ]     |          |          |          |          |          |
| 2007年度         | 31     | 19   | 12   | 0.6129 | [ 67 ]     |          |          |          |          |          |
| 2008年度         | 32     | 13   | 19   | 0.4063 | [ 68 ]     |          |          |          |          |          |
| 2009年度         | 35     | 23   | 12   | 0.6571 | [ 69 ]     |          |          |          |          |          |
| 2010年度         | 38     | 22   | 16   | 0.5789 | [ 70 ]     |          |          |          |          |          |
| 2001-2010 (小計) | 386    | 234  | 152  |        |            | 通算成績 | 通算成績 | 通算成績 | 通算成績 | 通算成績 |
| 年度             | 対局数 | 勝数 | 負数 | 勝率   | (出典)     | 対局数   | 勝数     | 負数     | 勝率     | (出典)   |
| 2011年度         | 31     | 18   | 13   | 0.5806 | [ 71 ]     |          |          |          |          |          |
| 2012年度         | 36     | 23   | 13   | 0.6389 | [ 72 ]     |          |          |          |          |          |
| 2013年度         | 33     | 18   | 15   | 0.5455 | [ 73 ]     |          |          |          |          |          |
| 2014年度         | 40     | 21   | 19   | 0.5250 | [ 74 ]     |          |          |          |          |          |
| 2015年度         | 34     | 18   | 16   | 0.5294 | [ 75 ]     |          |          |          |          |          |
| 2016年度         | 30     | 14   | 16   | 0.4667 | [ 76 ]     |          |          |          |          |          |
| 2017年度         | 26     | 8    | 18   | 0.3077 | [ 77 ]     |          |          |          |          |          |
| 2018年度         | 33     | 15   | 18   | 0.4545 | [ 78 ]     |          |          |          |          |          |
| 2019年度         | 31     | 11   | 20   | 0.3548 | [ 79 ]     |          |          |          |          |          |
| 2020年度         | 30     | 14   | 16   | 0.4667 | [ 80 ]     |          |          |          |          |          |
| 2011-2020 (小計) | 324    | 160  | 164  |        |            | 通算成績 | 通算成績 | 通算成績 | 通算成績 | 通算成績 |
| 年度             | 対局数 | 勝数 | 負数 | 勝率   | (出典)     | 対局数   | 勝数     | 負数     | 勝率     | (出典)   |
| 2021年度         | 28     | 11   | 17   | 0.3929 | [ 81 ]     | 1358     | 811      | 547      | 0.5972   | [ 82 ]   |
| 2022年度         | 26     | 7    | 19   | 0.2692 | [ 83 ]     | 1384     | 818      | 566      | 0.5910   | [ 84 ]   |
| 2023年度         | 31     | 13   | 18   | 0.4194 | [ 85 ]     | 1415     | 831      | 584      | 0.5872   | [ 86 ]   |
| 2024年度         | 39     | 20   | 19   | 0.5128 | [ 87 ]     | 1454     | 851      | 603      | 0.5852   | [ 88 ]   |
| 2021-2024 (小計) | 124    | 51   | 73   |        |            |          |          |          |          |          |
| 通算             | 1454   | 851  | 603  | 0.5852 | [ 88 ]     |          |          |          |          |          |
| 2024年度まで     |        |      |      |        |            |          |          |          |          |          |

### その他
- 2009年7月10日、通算600勝達成（将棋栄誉賞 = 41人目、第68期順位戦B級1組 対行方尚史戦）[89]
- 2021年3月18日、通算800勝達成（将棋栄誉敢闘賞 = 23人目、第71期王将戦 対阿久津主税戦）[30]

## 著書
- 速攻!!相掛かり戦法（1993年1月、高橋書店、ISBN 4-471-13143-5）
- 屋敷伸之の将棋　茫洋（1993年6月、毎日コミュニケーションズ、ISBN 4-89563-580-5）
- 将棋はじめよう　基本の指し方・詰め方・勝ち方がよくわかる!!（2003年7月、大泉書店、ISBN 4-278-05222-7）
- 屋敷伸之の囲いの崩し方（2006年9月、日本放送出版協会、ISBN 4-14-016145-0）
- 初級者将棋上達の方程式 囲いの公式　2008年　ISBN 4819700847
- めざせ名人!将棋で勝つための本 (まなぶっく)　2009年　ISBN 4780407249
- 対居飛車　右四間飛車戦法（将棋最強ブックス）　2010年　ISBN 4422751328
- 最新の矢倉３七銀戦法（2010年12月、毎日コミュニケーションズ、ISBN 4839937400）
- 最新振り飛車破り〈上〉: ゴキゲン中飛車破り・角交換振り飛車破り・石田流破り (将棋最強ブックス)　2012年　ISBN 4422751379
- 最新振り飛車破り〈下〉: 四間飛車破り・三間飛車破り・向かい飛車破り・中飛車破り (将棋最強ブックス)　2012年　ISBN 4422751387
- 角交換四間飛車破り(マイナビ将棋BOOKS) （2013/6/26　ISBN 4839947465）
- 屋敷伸之の勝つための終盤感覚 (NHK将棋シリーズ) （2016/1/14　NHK出版 ISBN 4140162406）
- 超攻撃矢倉 屋敷流二枚銀戦法 (マイナビ将棋BOOKS) （2016/6/15　マイナビ出版 ISBN 4839959536)
- 一冊で差がつく！将棋　上達のコツ50  (2017/5/30 メイツ出版 ISBN 4780418844)